# Christian Schuchmann
Christian Schuchmann (* 17. November 1652 in Saalfeld/Saale; † 1719, Ort unbekannt) war Arzt im Erzgebirge und Mitglied der Gelehrtenakademie „Leopoldina“.
Christian Schuchmann wirkte als Stadtphysicus in Schneeberg und Annaberg im Erzgebirge.
Am 26. April 1690 wurde Christian Schuchmann mit dem Beinamen AELIANUS als Mitglied (Matrikel-Nr. 177) in die Leopoldina aufgenommen.

## Publikationen
- Petri von Hartenfels, Georg Christoph; Schuchmann, Christian; Cramer, Caspar: Dissertatio Inauguralis Medica De Febre Hectica, 1679.
- Das In der Chur-Fürstlichen Sächs. Bergk-Stadt St. Marienbergk Befindliche heylsame Bad : Nach seinen Halt und Kräfften auff begehren kürtzlich beschrieben, Von Christian Schuchmann D. Chur-Fürstl. Sächs. Provincial- und Stadt-Physico zu St. Annaberg
- Leichner, Eckard; Westphal, Johann Caspar; Schuchmann, Christian; Jacobi, Ludwig Friedrich; Eysel, Johann Philipp; Untzer, Gotthelf Andreas: Auspiciis Dei Tutelaris, Eminentissimi Et Celsissimi Principis Ac Domini, Dn. Anshelmi Francisci, S. Sedis Moguntinae Archiepiscopi ... Rectore Magnifico Dn. Johanne Mauritio Gudeno, ICto ... Vice-Cancellario ... Dn. Johanne Daniele Gudeno, S.S. Theol. Doctore ... ... Unanimi Medicae Facultatis in florentissima Hierana Decreto, Eccardus Leichnerus, Med. D. ... Viris Praecellentibus Et Experientissimis, Dn. Johanni Casparo Westphalo ... Dn. Christiano Schuchmanno ... Dn. Ludovico Friderico Jacobi ... Dn. Joanni Philippo Eysel ... Dn. Gotthelff Andreae Untzero ... Medici Doctoratus Lauream ... conferet ... Ann. O.R. MDCLXXX., 1680.